# Wild zwijn
Het wild zwijn (Sus scrofa), everzwijn of kortweg ever, ook zwart wild of borstelwild genoemd, is een zoogdier uit de familie van de varkens (Suidae). De wetenschappelijke naam van de soort werd in 1758 gepubliceerd door Carl Linnaeus in de tiende editie van Systema naturae. Het wild zwijn komt voor in grote delen van Europa, Azië en Noord-Afrika. Het heeft het grootste verspreidingsgebied van de Euraziatische varkens. Het is de wilde voorouder van het gedomesticeerde varken.

## Beschrijving
Tien procent van de wilde zwijnen in het noordwesten van Europa hebben genen van tamme varkens. De bewuste genen zouden ze hebben gekregen in het begin van de 21e eeuw, waarschijnlijk na kruising met gefokte wilde zwijnen, die op hun beurt vaak met tamme varkens werden gekruist.
Het wild zwijn heeft naast een dikke ondervacht een donkere, borstelachtige vacht die 's winters langer en donkerder is dan in de zomer. In het voorjaar vallen de winterharen uit. Dan krijgen ze een kortere en lichtere vacht. Wilde zwijnen hebben een gedrongen romp en stevig lijf. De achterpoten zijn korter dan de voorpoten. Wilde zwijnen hebben een langwerpige kop met een afgeplatte, sterke snuit. De neus eindigt in een wroetschijf. Hun oren zijn breed, rechtopstaand en behaard. Het wild zwijn heeft kleine ogen. Het zichtvermogen van het wild zwijn is relatief slecht; zo kunnen ze een mens niet herkennen als deze zich niet beweegt. Daarentegen is hun reuk- en tastzin zeer goed ontwikkeld, wilde zwijnen hebben ook een zeer fijn gehoor. Volwassen dieren hebben een staart die eindigt in een pluim. Volwassen mannetjes worden keilers of beren genoemd. De vrouwtjes worden zeugen genoemd.
De beren hebben twee slagtanden, die door jagers "houwers" worden genoemd. Deze twee slagtanden, hoektanden in de onderkaak, staan naar boven gericht. Ook de bovenste hoektanden zijn sterk ontwikkeld en wijzen eveneens omhoog. Hoe ouder een mannetje is, des te verder steken deze hoektanden naar boven uit. Over de borstkas heeft het mannetje een vier centimeter dikke laag kraakbeen. Deze laag dient ter bescherming van de longen en het hart tijdens gevechten. 
De biggen (ook wel frislingen genoemd) hebben aanvankelijk een zwartbruine vacht met goudgeelachtige strepen. Deze strepen, ook wel zwijnenpyjama geheten, lopen van voor naar achter over de rug. De strepen van de biggen dienen ter camouflage en verdwijnen na drie tot vijf maanden na hun geboorte. 

### Grootte en gewicht
De biggen zijn bij de geboorte ongeveer 1,1 kilogram zwaar. Gemiddeld hebben volwassen wilde zwijnen een kop-romplengte van 120–180 cm en een schofthoogte van 90 cm. 

#### Regionale variatie
Het gewicht van een wild zwijn varieert veel binnen het verspreidingsgebied. In Centraal-Italië wegen volwassen wilde zwijnen tussen de 80 en 100 kg. Keilers geschoten in Toscane wogen tot 150 kg. In 1999 werd in de Franse Ardennen een exemplaar geschoten van 227 kg. In de Karpaten bereiken keilers een gewicht tot ongeveer 200 kg, terwijl wilde zwijnen in Roemenië en Rusland een gewicht van 300 kg kunnen bereiken. 
Een exemplaar van de ondersoort Sus scrofa attila, dat in 2019 in Turkije geschoten werd, woog 350 kg.

## Ondersoorten
Er worden twintig ondersoorten onderscheiden die vaak verdeeld worden in vier subgroepen. Dit is gebaseerd op morfologische kenmerken en geografische distributie.
- De westelijke groep waartoe de Europese (scrofa, baeticus, majori, castilianus, meridionalis en attila), Noord-Afrikaanse (algira), Centraal-Aziatische (nigripes) en de populaties in het Midden-Oosten (lybicus) behoren. De ondersoort sennaarensis die voorkwam in Egypte en Soedan is uitgestorven.
- De Oost-Aziatische groep waartoe de populaties van het Russische Verre Oosten en Mongolië (ussuricus en sibiricus), Japan (leucomystax en riukiuanus), Taiwan (taivanus) en Zuidoost-China en Vietnam (moupinensis) behoren.
- De Indische groep waartoe de populaties van Zuid-India en Sri Lanka (affinis en davidi) behoren, alsook Myanmar en West-Thailand (cristatus) en de populaties van Iran tot aan Noord-India (davidi).
- De Indonesische ondersoort, het gestreept zwijn (Sus scrofa vittatus)[9] dat voorkomt op Sumatra, Java, Bali en enkele kleinere Indonesische eilanden, alsook het Maleisische Schiereiland. Dit is mogelijk een aparte soort.[7]

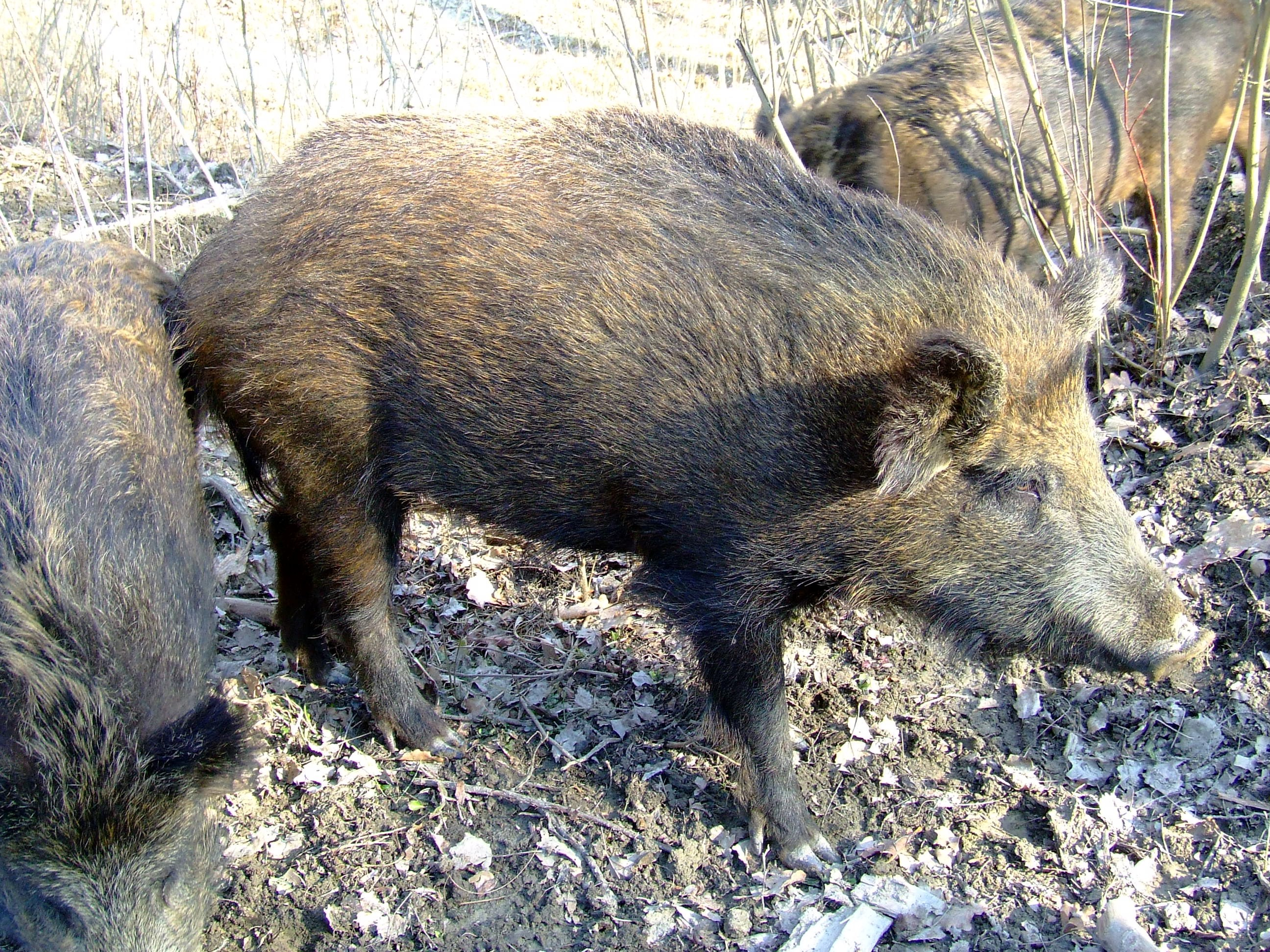
Sus scrofa attila
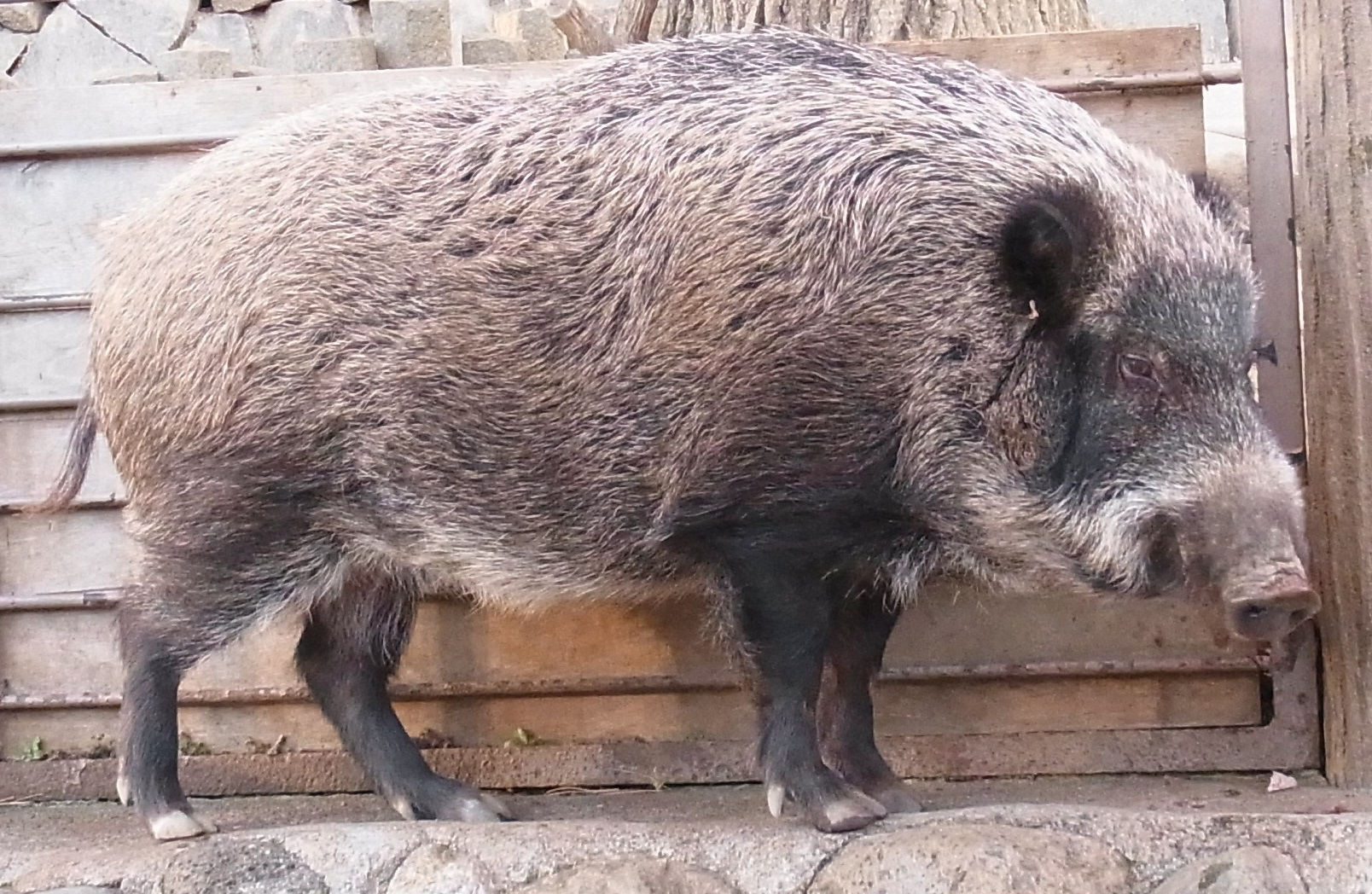
Sus scrofa leucomystax
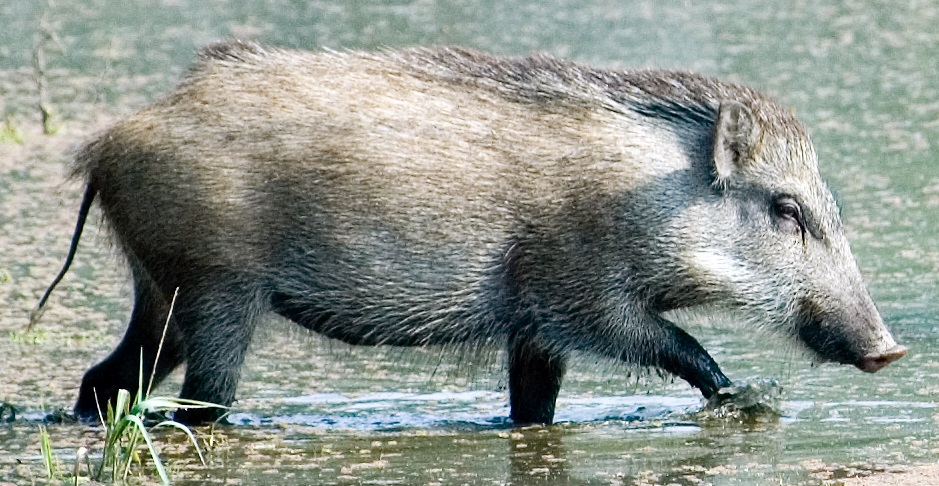
Sus scrofa davidi
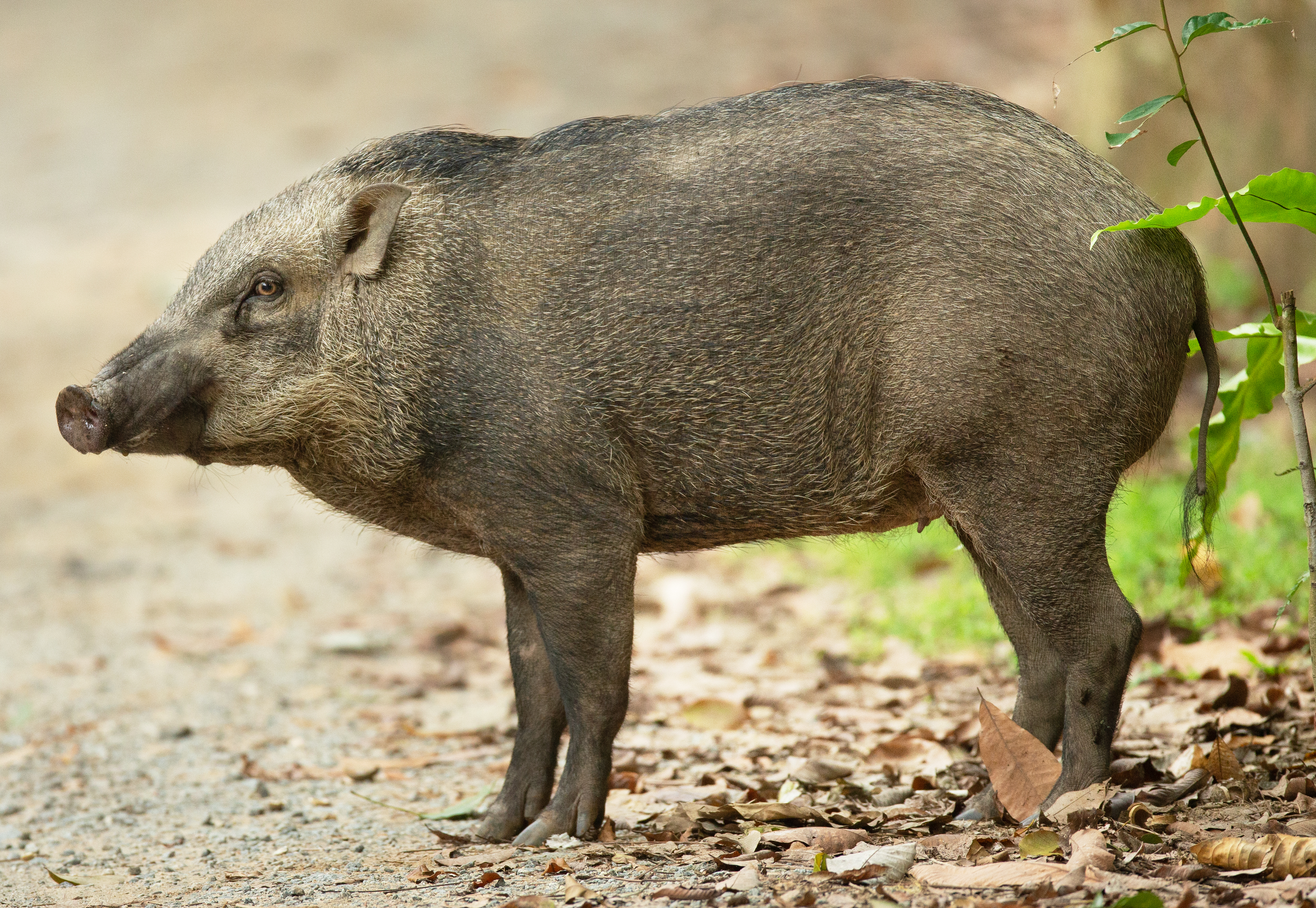
Sus scrofa vittatus

## Gedrag

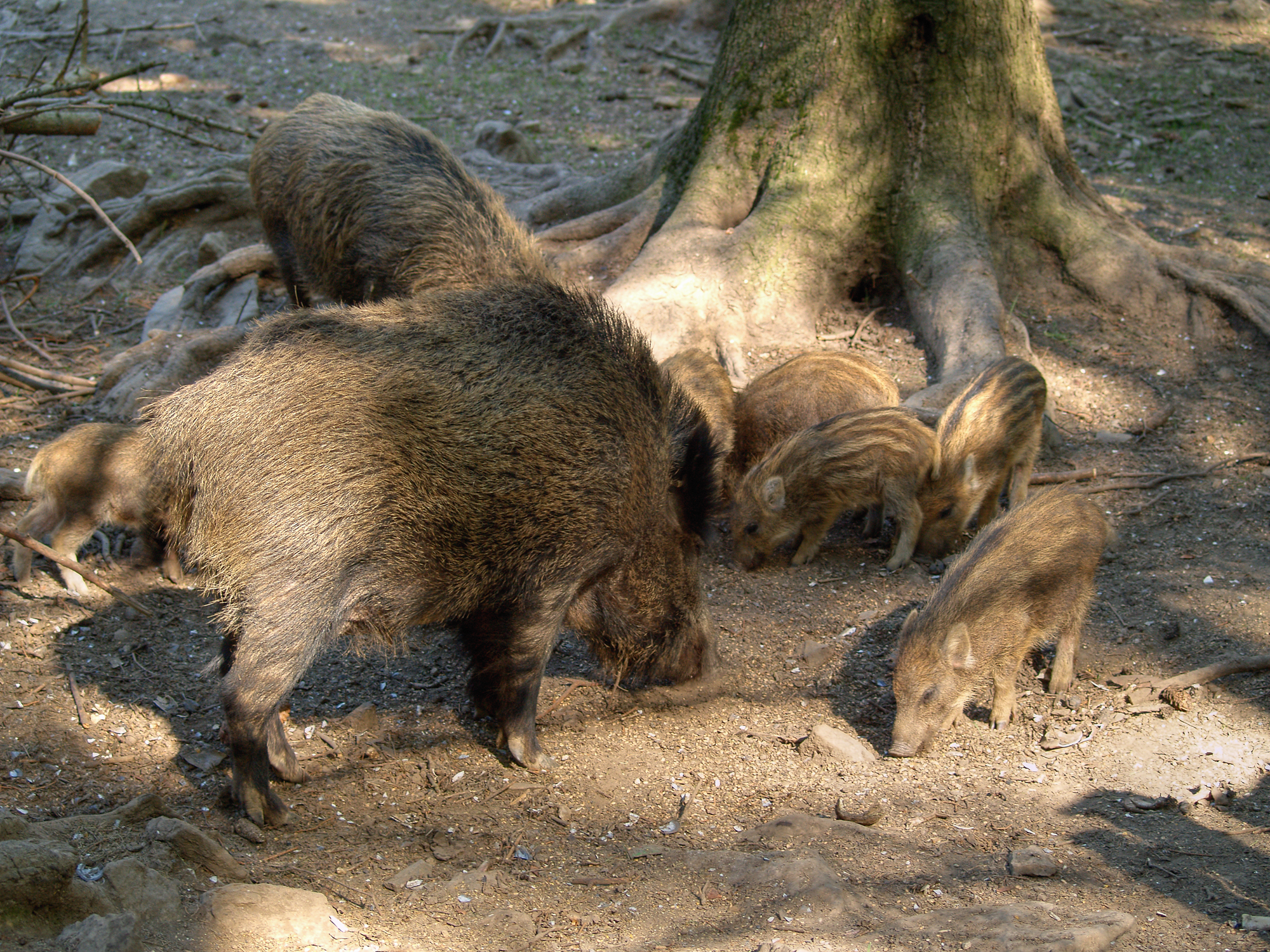
Een rotte wilde zwijnen op zoek naar voedsel

Wilde zwijnen zijn van nature niet overdag, maar in de schemering en 's nachts actief. Ze zijn omnivoor. Ze eten voornamelijk knollen en wortels van planten, bessen, boomvruchten zoals beukennootjes, eikels en tamme kastanjes, alsook groene plantendelen. De wilg dient als bron voor vitamine A-inname. Een veelvoorkomende, relatief onbekende, voedselbron vormen klavers, grassen en kruiden. Landbouwgewas als maïs, erwten, bonen, sommige aardappelrassen, granen, bieten en op de grond gevallen fruit staat ook op hun menu. Afhankelijk van het seizoen en het voedselaanbod wordt het dieet aangevuld met dierlijk voedsel. Ze nemen dierlijke eiwitten in door het eten van gewonde dieren, jonge vogels, kleine knaagdieren als muizen en konijnen, amfibieën zoals salamanders, kikkers en hagedissen en aas. Verder huisjesslakken, naaktslakken, kevers, in de bodem of in dood hout levende insectenlarven en regenwormen. Voedsel onder de grond kunnen ze op geur vinden. Op truffels na worden paddenstoelen niet gegeten. Meestal wroeten ze met hun gevoelige snuit in de bosbodem om naar voedsel te zoeken. Door dit gewroet komt de minerale ondergrond vrij, waardoor bepaalde zaden beter ontkiemen.
Wilde zwijnen leven in groepen die rotten (enkelvoud rot of rotte) worden genoemd. Een rotte bestaat uit vrouwtjes met hun jongen en een- en tweejarige zwijnen. Een typische rotte bestaat uit twee à drie vrouwtjes. De groep bestaat vaak uit ongeveer twintig individuen. Groepen van groter dan 50 individuen zijn echter vastgesteld. Keilers leven buiten de paringstijd meestal solitair. Onvolwassen mannetjes kunnen zich soms in los groepsverband ophouden.
De biggen worden geboren in een door de moeder aangelegd nest, de kraamkamer genoemd. Het is een grote kuil met varens, grassen en bladeren. De biggen en hun moeder blijven in dat nest, totdat ze zich na een week aansluiten bij de oorspronkelijke rotte. Als de zeugen jongen hebben kunnen ze agressief worden tegen mensen, mochten deze te dichtbij komen.
Het zichtvermogen van het wild zwijn is relatief slecht; zo kunnen ze een mens niet herkennen als deze zich niet beweegt. Daarentegen is hun reuk- en tastzin zeer goed ontwikkeld. In tegenstelling tot het tamme varken kunnen wilde zwijnen niet getraind worden bijvoorbeeld om truffels te zoeken. Wilde zwijnen hebben ook een zeer fijn gehoor.

## Voortplanting

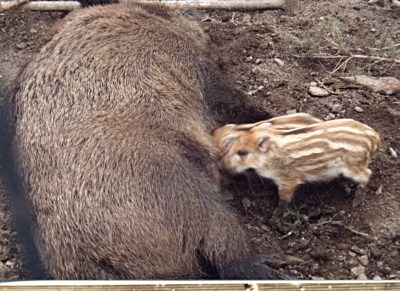
Wild zwijn met biggen

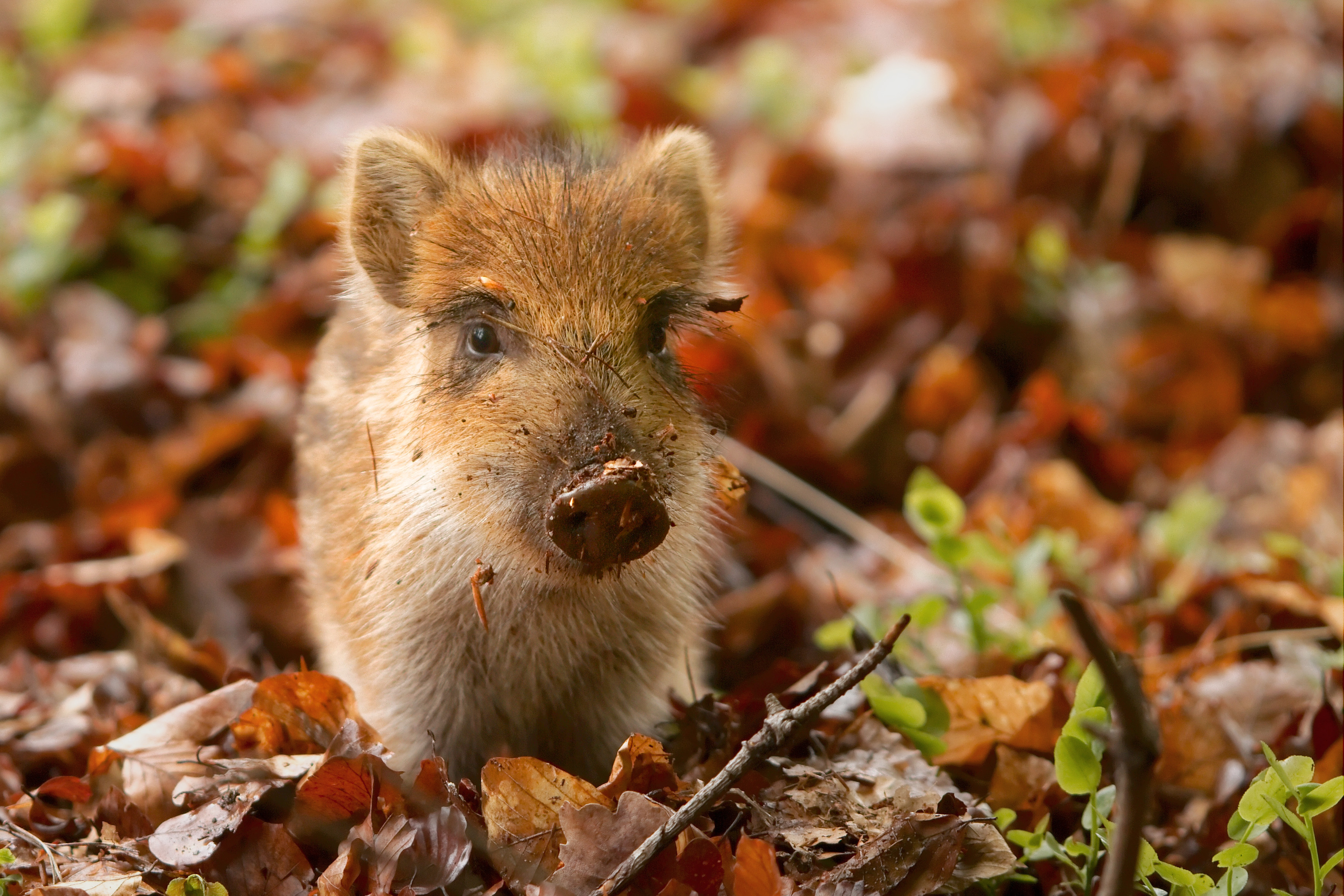
Jong biggetje in een Nederlands wildpark (2010)

Bij wilde zwijnen duurt de paartijd, die ook wel rauschtijd wordt genoemd, van september tot maart. De frislingen worden geboren tussen maart en april, na een draagtijd van 113-114 dagen. Zeugen krijgen vaak 8-12 jongen per worp, wat ook overeenkomt met het aantal tepels dat een zeug heeft. Oudere zeugen krijgen grotere worpen. Het aantal jongen is ook afhankelijk van de voedselsituatie en de conditie van de zeug in de periode van bevruchting. Meestal krijgt een zeug één worp per jaar, maar mocht de eerste worp vroeg verloren gaan, dan kunnen de zwijnen nog in de zomer een tweede worp krijgen. Tegen kou kunnen pasgeboren zwijntjes redelijk goed, maar niet tegen (veel) regen, zeker niet in combinatie met wind en lage temperaturen.
De jonge zeugen worden meestal geslachtsrijp wanneer ze tussen de 8 en 15 maanden zijn. Leeftijd is niet direct van invloed op het geslachtsrijp worden; dit is vooral afhankelijk van het gewicht. Een gewicht van ongeveer 40 kg maakt ovulatie mogelijk. Jonge mannetjes kunnen zich echter al vanaf 7-10 maanden voortplanten zonder dat hun gewicht hierin meespeelt. De eenjarige wilde zwijnen worden in deze periode nog overlopers genoemd.

## Leefgebied

### Verspreiding

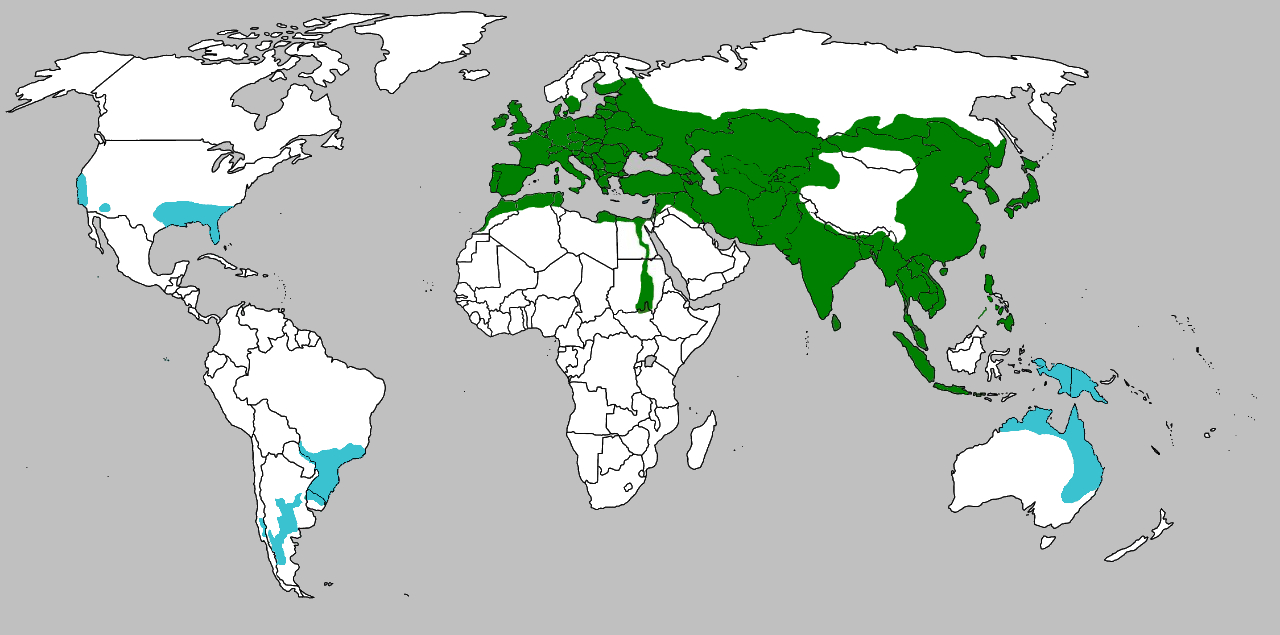
Verspreidingsgebied van het wild zwijn; donkergroen: oorspronkelijk, blauw: geïntroduceerd

Wilde zwijnen komen voor in grote delen van Europa, Azië en delen van Noord-Afrika. Voordat door de jacht bepaalde populaties werden uitgeroeid, reikte het verspreidingsgebied van Ierland in het westen tot Japan en Java in het oosten. Het kerngebied van zijn verspreiding in Europa bevindt zich in Duitsland, Oostenrijk, Italië, Polen en de Balkan.
Ze zijn geïntroduceerd in onder andere de Verenigde Staten, Argentinië, Papoea-Nieuw-Guinea, Australië en enkele eilanden in de Grote Oceaan en de Caraïben. Het is wel zo dat er regionaal en lokaal nogal wat verschillende soorten en variëteiten bestaan.
Het wild zwijn is uitgestorven in Egypte, Libië, Soedan en Ierland. In Noorwegen zijn recentelijk ook opnieuw wilde zwijnen waargenomen, na een afwezigheid van ongeveer 1000 jaar. Twee verschillende groepen hebben zich gevestigd in de buurt van de Zweedse grens in het zuidoosten van Noorwegen. Ondanks de marginale aanwezigheid van het wild zwijn in Noorwegen mag er jaarrond, zonder restricties op ze gejaagd worden. Ook was het wild zwijn al waarschijnlijk sinds de 13e eeuw uitgestorven in Groot-Brittannië. Er werd een poging ondernomen door Koning Jacobus I van Engeland in 1610 om de soort opnieuw uit te zetten, maar tegen het jaar 1700 waren er geen meer aanwezig. Rond de jaren 1990 waren er geruchten dat er in de graafschappen Kent en East Sussex wilde zwijnen rondliepen. In 1998 werd dit bevestigd en ze kwamen bovendien ook in Dorset voor. Het is zeer aannemelijk dat dit komt doordat wilde zwijnen konden ontsnappen uit fokkerijen na een zware storm in 1987. De nieuw gevormde populaties lijken stabiel.

### Voorkomen in de Benelux
Het wilde zwijn behoort tot de in Nederland van nature voorkomende zoogdieren. Ze stierven echter uit in 1826 door overbejaging. Dat veranderde toen in opdracht van prins Hendrik, echtgenoot van Koningin Wilhelmina, in 1907 wilde zwijnen uit Tsjechië en Mecklenburg werden uitgezet in Kroondomein Het Loo. Zo kon Hendrik ook in Nederland de zwijnenjacht beoefenen. Ze ontsnapten ook regelmatig en zo ontstonden er weer populaties op de Veluwe. Nederland kent twee "officiële" (en deels ingerasterde) leefgebieden voor het wild zwijn: het eerste gebied is de Veluwe (ca. 60.000 hectare), waaronder de deelgebieden Nationaal Park De Hoge Veluwe (ca. 6000 hectare), Kroondomein Het Loo en het Nationaal Park Veluwezoom vallen. Het tweede gebied is Nationaal Park De Meinweg in Limburg. Voor overig Nederland hanteert men een zogenaamd nulstandbeleid - wat wil zeggen dat men ze liever helemaal ziet verdwijnen. Toch weten de wilde zwijnen zich in enkele regio's ver buiten hun officiële leefgebied goed te handhaven en zelfs uit te breiden, mede omdat er veel weerstand vanuit de maatschappij is tegen het afschieten van grote zoogdieren, en jagers niet alle wilde zwijnen afschieten. Behalve in de Meinweg en op de Veluwe leven er mede door het instromen van wilde zwijnen uit Duitsland ook een toenemende aantal in Zuid-Limburg, de Groote Peel en oostelijk Noord-Brabant en kleinere aantallen in Twente, het Rijk van Nijmegen, Drenthe en de Utrechtse Heuvelrug.
In België komen wilde zwijnen van nature voor in de Ardennen, de Voerstreek en de Oostkantons. In 1980 werden de aantallen in Wallonië geschat op 5.000 dieren; dat aantal groeide tot 24.000 dieren in 2006. Sinds 2005–2006 worden ook in Vlaanderen weer geregeld wilde zwijnen gezien. Eerst in Limburg en de omgeving van Brugge, vervolgens in 2007 in het Zoniënwoud vlak bij Brussel, en in 2012 in het Meerdaalwoud. Door overloop vanuit Frankrijk zitten er ook wilde zwijnen in de omgeving van Ieper. De Belgische populaties zien ook kans om zich uit te breiden; met name door milde winters, de overvloed aan maisvelden, het regelmatiger optreden van mastjaren van bomen en de toegenomen interesse van jagers. Jagers laten de populatie eerst groeien voor ze een dier afschieten. Vlaanderen zou in feite ook een nulstandbeleid voeren. Wilde zwijnen kunnen in gevangenschap 15 tot 20 jaar oud worden, in het wild 8 tot 10 jaar.

### In woongebieden
Mede door de inkrimping van hun natuurlijke omgeving rukken everzwijnen vanuit bos- en natuurgebieden meer en meer op in de richting van woonwijken. Daar veroorzaken ze soms overlast: tuinen omwoelen, afvalbakken doorzoeken, honden aanvallen, voederbakken voor huisdieren plunderen, verkeer in de war sturen en auto’s beschadigen.

#### Benelux
In een aantal Limburgse gemeenten, onder andere Genk, werden meldpunten ingesteld waar bewoners overlast kunnen aangeven. De overheid verstrekt er ook voorlichting.

#### Internationaal
Barcelona, Londen, Berlijn, Hong Kong en Houston kennen overlast door wilde zwijnen in de bebouwde kom al sinds jaren. In Rome leven tussen 5.000 en 6.000 everzwijnen, die sporadisch ook mensen aangevallen hebben.

## Gezondheidsrisico’s
Wilde zwijnen zijn regelmatig onderhevig aan de varkenspest, ze zijn daarom de schrik van varkenshouders. In 2018 werd in België voor het eerst in dertig jaar een uitbraak van varkenspest vastgesteld bij wilde zwijnen. Dit is voor mensen ongevaarlijk, maar de zwijnen kunnen wel ziekteverspreiders zijn van tuberculose, hepatitis E en influenza A.

## Schade

### Landbouw & woongebieden
Vooral in dichtbevolkte gebieden zoals de Benelux nemen de conflicten tussen mens en dier toe, met schade als gevolg.
In Vlaanderen is schadevergoeding enkel mogelijk als de dieren afkomstig zijn uit een erkend natuurterrein, de schade is aangetoond en minstens één preventieve maatregel is genomen. In 2017 werd voor het eerst een drone gebruikt om de schade door everzwijnen in kaart te brengen.

### Ecologische schade
Wanneer het aantal everzwijnen de draagkracht van een natuurgebied overschrijdt, kan ecologische schade optreden, bijvoorbeeld aan op de grond broedende vogels (houtsnip, fazantachtigen, piepers), reptielen en amfibieën, en insectenlarven die op de grond verpoppen. Zelfs in natuurgebieden worden everzwijnen daarom soms bestreden.

## Jacht

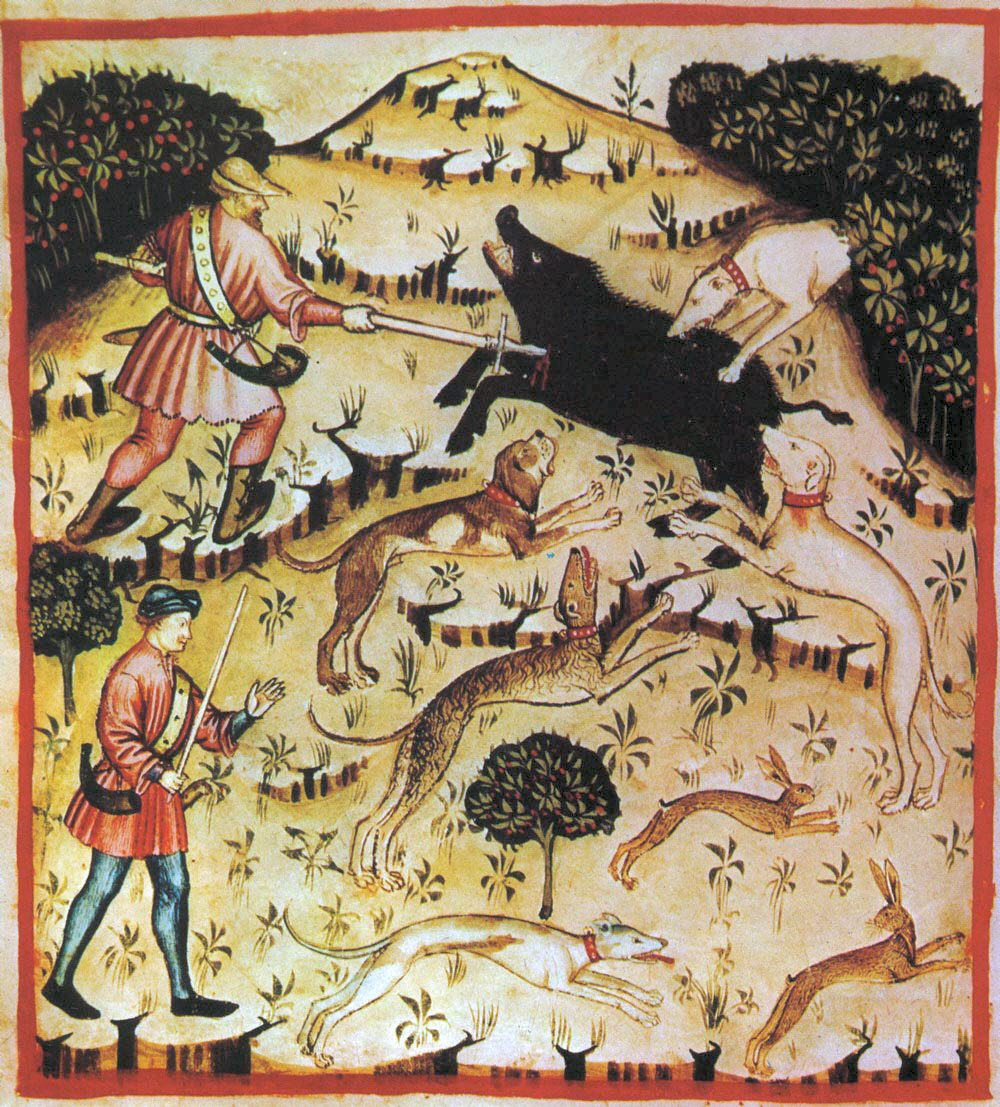
14e-eeuws schilderij van de wildezwijnenjacht

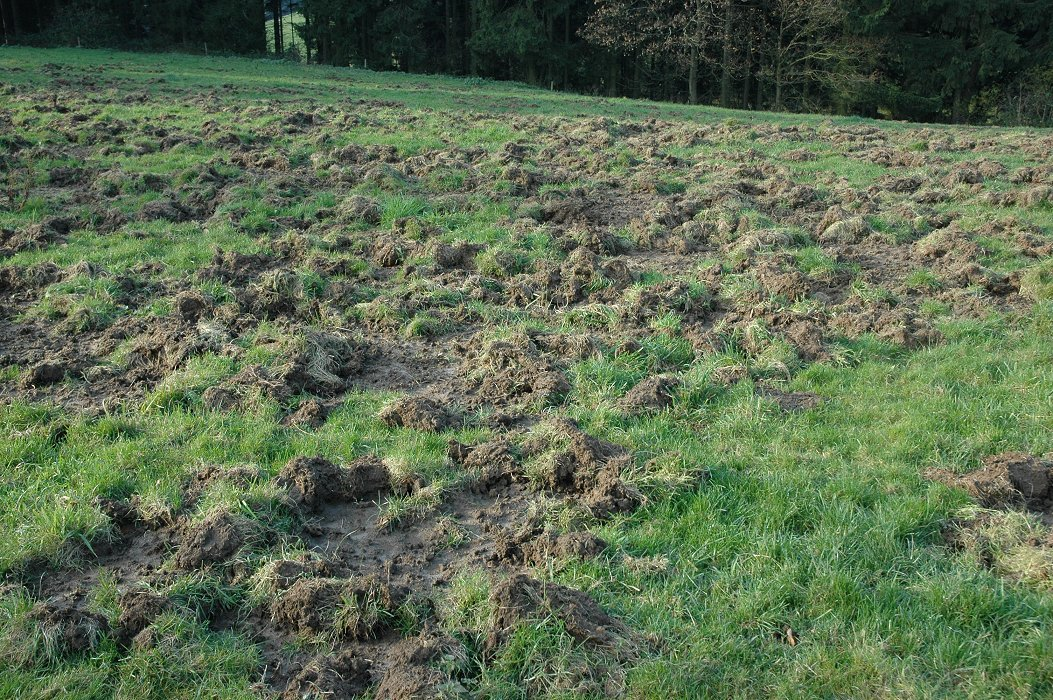
Schade in een weiland door wilde zwijnen

Wild zwijn is zeer geliefd bij de jagers. Het vlees smaakt sterker dan gewoon varkensvlees en wordt vaak gemarineerd gegeten of verwerkt in stoofpotten. De haren van een zwijn worden wel gebruikt voor kwasten. In restaurants in gebieden waar gejaagd wordt staat in de herfst en winter het vlees vaak op het menu.
Ook wordt er op gejaagd om eventuele plagen te voorkomen. Wilde zwijnen kunnen namelijk schade aanrichten aan de landbouw. Er mag dan gejaagd worden om de populaties in omvang te beperken.
Sinds de jaren tachtig van de twintigste eeuw groeit de wilde-zwijnenpopulatie in Europa. Dat leidde steeds vaker tot vraatschade aan gewassen. Landbouworganisaties gaven de schuld aan de jagers dat ze de stand tot onacceptabele hoogte hadden doen oplopen door het massaal bijvoeren in de bosgebieden. Jagers gaven de schuld aan de landbouw vanwege de grote toename van de maïsverbouw wat overvloedig voedselaanbod en riante dekkingsmogelijkheden creëerde waardoor regulering van de zwijnenstand onmogelijk werd. Een onderzoek onder leiding van Sebastian Vetter van de Diergeneeskundige Universiteit van Wenen pleitte beide partijen vrij. Vetters onderzoek, dat 69 regio's in 12 Europese landen betrof over een periode vanaf 1900, waarin hij de samenhang tussen gemiddelde temperatuur, neerslag en beschikbaar voedsel in verhouding tot de populatieomvang analyseerde, kwam tot de conclusie dat de toename van de zwijnenpopulatie veroorzaakt werd door de klimaatverandering: warmere winters leidden tot meer reproductie en minder sterfte. Uit het onderzoek blijkt dat in gebieden met intensieve mais- en aardappelteelt de populatiegroei niet verschilde van die in gebieden zonder deze teelt, en dat het lokvoeren door jagers in het niet viel bij de eindeloze voedselhoeveelheden die eiken en beuken voortbrengen. De groei van de zwartwildstand was niet te wijten aan boer of jager, maar aan veranderende klimatologische omstandigheden.
Toch rijst ook twijfel of de jacht wel de meest efficiënte, ecologische en ethische oplossing is om de overpopulatie in te dijken. Naast de algemene bezwaren tegen de jacht vinden sommige critici de everzwijnenjacht "niet de juiste oplossing": de jacht zou enkel gepland worden door "wildbeheereenheden" (jagersverenigingen), zonder wetenschappelijk onderbouwd natuurbeheer; door het bejagen nemen dieren uit andere streken hun plaats in, en de jacht drijft dieren naar landbouw- en woongebieden, waar ze ongewenst zijn. Men ziet meer heil in hekken, en sommigen hopen op de herintroductie van de in België reeds gesignaleerde lynx, een natuurlijke vijand van het wild zwijn.

### Nederland
In het grootste deel van Nederland geldt het zogenaamde "nulstandbeleid", wat inhoudt dat er geen enkel wild zwijn voor mag komen, met uitzondering van de Veluwe en de Meinweg. In Zuidoost-Brabant is het nulstandbeleid moeilijk houdbaar.
Om de stand in Nederland beperkt te houden kan na het opstellen van een beheerplan door de provincie een ontheffing worden verleend op het verbod om zwijnen te doden. Het aantal kan dan gereduceerd worden en wordt zo in overeenstemming gebracht met de draagkracht van het gebied. Die draagkracht kan bepaald worden door de hoeveelheid beschikbaar voedsel, de hoeveelheid schade aan landbouwgewassen en aan de hand van de verkeersveiligheid (hoeveelheid aanrijdingen).
Tot 2002 mochten de wilde zwijnen worden (bij)gevoerd. Vanaf 1 april 2002 is dat bij de Flora- en faunawet verboden. Slechts 15 kg per 100 hectare per jaar mag als lokvoer verstrekt worden. Dat is een hoeveelheid waarvan één zwijn twee weken kan leven.

### België
In Vlaanderen is het Agentschap voor Natuur en Bos bevoegd. In bepaalde gevallen kan een “bijzondere jacht” toegestaan worden. In Wallonië werden in 2019 ook druk- en drijfjachten georganiseerd, om de varkenspest in te dijken.

## Symboliek
In de christelijke iconografie is een everzwijn het attribuut van de gepersonifiseerde wellust. De ever wordt dan vertrapt door de gepersonifiseerde kuisheid. In de Griekse mythologie komt een verwoestend everzwijn voor in het verhaal Meleager. Het dier wordt door de hoofdpersoon gedood. In de oude Noord-Europese mythologie is Gullinbursti ('Goudborstel') het everzwijn dat met de vruchtbaarheidsgod Freyr wordt geassocieerd. Ook in de Ierse mythologie krijgt het everzwijn een speciale betekenis als vruchtbaarheidssymbool.